# Кубок Суперліги з баскетболу (чоловіки)
Кубок Суперліги України — кубковий турнір чоловічих команд з баскетболу. Перший розіграш відбувся у 2008/09 році. Система розіграшу — на вибування. У Кубку Суперліги України беруть участь українські клуби, що виступають в Суперліги.

## Фінали Кубка
| Рік     | Володар                 | Фіналист                    | Рахунок | Місто проведення |
| ------- | ----------------------- | --------------------------- | ------- | ---------------- |
| 2008/09 | «Будівельник»(Київ)     | БК«Одеса»                   | 87:82   | Одеса            |
| 2010/11 | БК"Дніпро"              | «Азовмаш»(Маріуполь)        | 81:79   | Дніпро           |
| 2011/12 | «Будівельник»(Київ)     | «Ферро-ЗНТУ»(Запоріжжя)     | 82:70   | Південний        |
| 2012/13 | «Ферро-ЗНТУ»(Запоріжжя) | «Говерла»(Івано-Франківськ) | 87:69   | Львів            |
| 2015/16 | БК"Дніпро"              | «Будівельник»(Київ)         | 75:63   | Дніпро           |